# USS Princeton (CG-59)
USS Princeton (CG-59) je trinaesta raketna krstarica klase Ticonderoga u službi američke ratne mornarice te šesti brod koji nosi to ime.

## Vanjske poveznice
- princeton.navy.mil  Arhivirana inačica izvorne stranice od 7. svibnja 2010. (Wayback Machine)